# Heinrich von Sybel

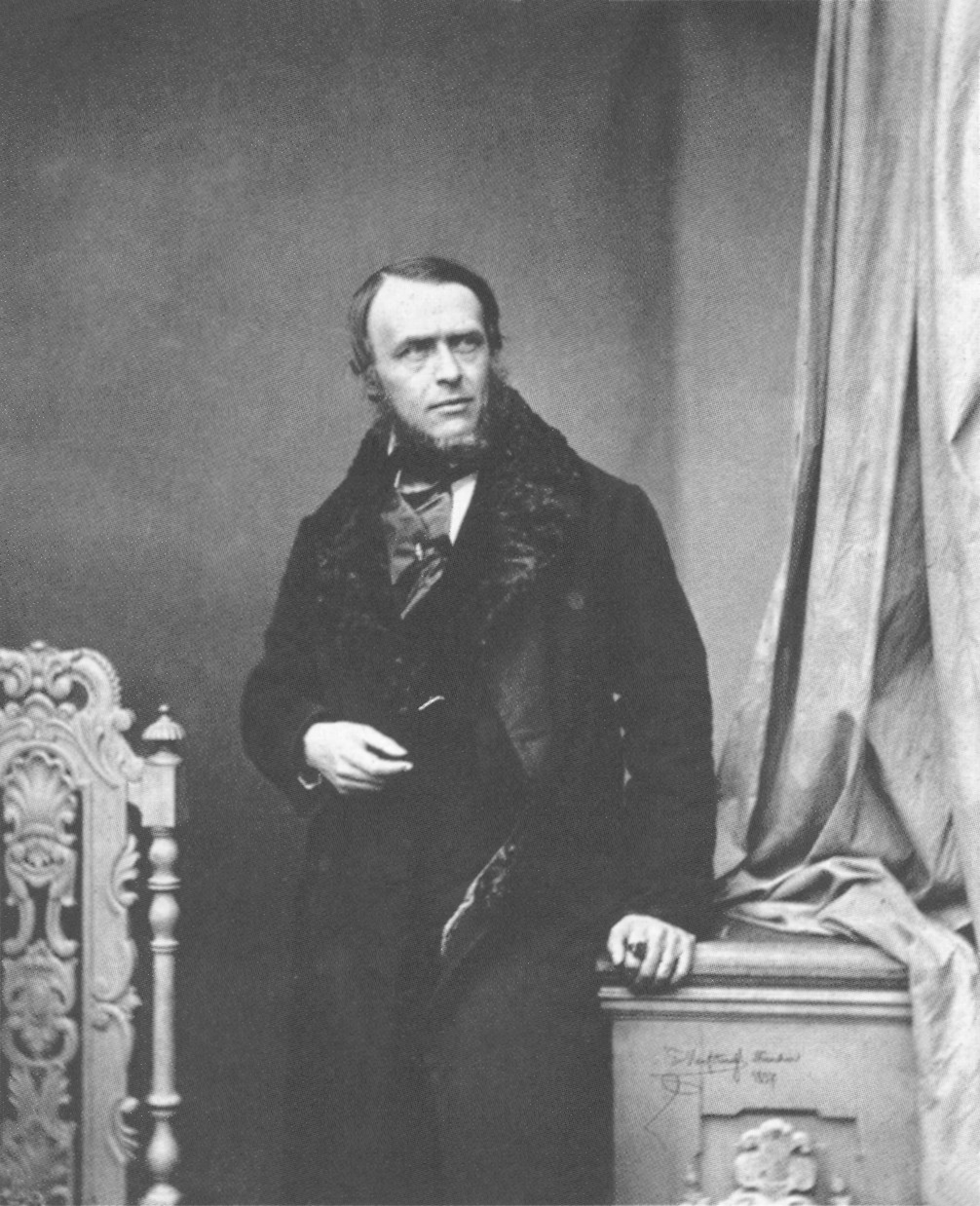
Heinrich von Sybel, 1857

Heinrich Karl Ludolf Sybel, ab 1831 von Sybel (* 2. Dezember 1817 in Düsseldorf; † 1. August 1895 in Marburg) war ein deutscher Historiker, Archivar und Politiker.

## Leben

### Herkunft
Sybel stammte aus einer alteingesessenen protestantischen Pastoren- und Lehrerfamilie aus Soest, Westfalen, und war der Sohn des durch Heirat sehr vermögenden und 1831 erblich nobilitierten Juristen Heinrich Ferdinand Philipp von Sybel (1781–1870). Seine Mutter war Charlotta Amalie Brügelmann (1798–1846), eine Tochter des Elberfelder Fabrikanten Karl Friedrich Brügelmann (1758–1824). Sein Bruder Alexander (1823–1902) war ein bedeutender rheinpreußischer Beamter und Wirtschaftspolitiker.

### Ausbildung
Nach Erreichen der Reifeprüfung (Abitur) begann er in Berlin Geschichte zu studieren; ab 1834 wurde er in diesem Fach der Schüler von Leopold von Ranke. 1838 beendete Sybel das Studium mit einer Promotion zum Dr. phil. Zwei Jahre später konnte er sich an der Universität Bonn habilitieren und veröffentlichte bereits 1841 eine Geschichte des ersten Kreuzzugs, in der er nachwies, dass Peter der Einsiedler nicht der Urheber und Gottfried von Bouillon nicht der Anführer des Kreuzzugs gewesen waren. Anschließend bekam er dort eine Anstellung als Dozent und 1844 betraute man ihn mit einer außerordentlichen Professur.

### Familie
Er heiratete 1841 Karoline Eckhardt (1817–1884), eine Tochter des Geodäten Christian Eckhardt (1784–1866). Das Paar hatte mehrere Kinder:
- Friedrich Ludwig Karl (1844–1927) ⚭ Bertha Rolffs (1856–1943)
- Ludwig Bruno (1846–1929), Kunsthistoriker ⚭ 1883 Adele Keller

### Berufliche Laufbahn

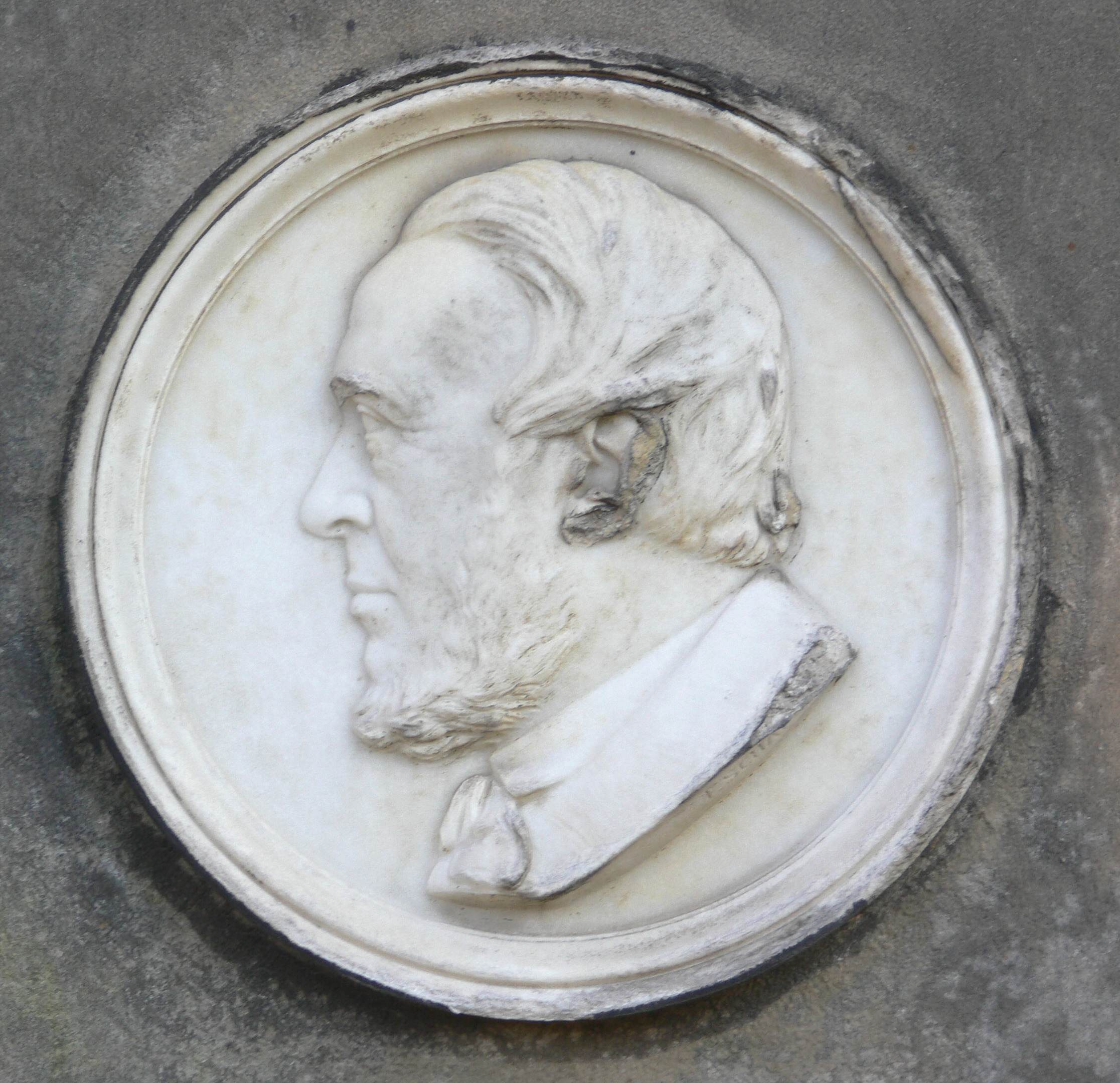
Reliefportrait auf seinem Grab auf dem Alten St.-Matthäus-Kirchhof in Berlin-Schöneberg

Im Herbst 1845 folgte Sybel einem Ruf als ordentlicher Professor an die Universität Marburg. Dort engagierte er sich auch politisch und unterstützte die liberale Bewegung.
Er wurde Mitglied des Vorparlaments in Frankfurt am Main, das zwischen 31. März und 3. April 1848 in der Frankfurter Paulskirche tagte. Zwischen 1848 und 1849 war Sybel auch Mitglied der Kasseler Ständeversammlung, in der er eine Volkssouveränität ebenso wie ein allgemeines Wahlrecht ablehnte.
Zwischen 20. März und 29. April 1850 arbeitete Sybel im Ständehaus des Erfurter Unionsparlaments mit, welches in der Erfurter Augustinerkirche tagte. Zwischen 1862 und 1864 und nochmals zwischen 1874 und 1880 war Sybel Mitglied des preußischen Abgeordnetenhauses. Zudem war er 1867 Abgeordneter im konstituierenden Reichstag des Norddeutschen Bundes. Als Gegner des Katholizismus engagierte sich Sybel im Kulturkampf.
Seit 1856 war Sybel Professor für Geschichte an der Universität München, wo er das noch heute existierende Historische Seminar gründete und im Auftrag des damaligen bayerischen Königs Maximilian II. auch an der Universität Erlangen und der Universität Würzburg Historische Seminare einzurichten erstrebte. In Erlangen erfolgte dies in enger Kooperation mit dem Historiker und Ranke-Schüler Karl Hegel, mit dem er auch über die von ihm 1858 zusammen mit Leopold von Ranke gegründete Historische Kommission bei der Bayerischen Akademie der Wissenschaften in München eng verbunden war. Ihr stand er bis 1862 als Sekretär vor.; von 1886 bis 1895 war er ihr Präsident. 1859 gründete er die Historische Zeitschrift und leitete sie bis an sein Lebensende. In seine Münchner Zeit fiel auch der Plan für die Edition der Reichstagsakten (RTA). Die konzeptionellen Vorarbeiten dazu stammten vom Historiker Georg Voigt, der dabei von Sybels Schülern Wilhelm Maurenbrecher und Hans Delbrück unterstützt wurde.

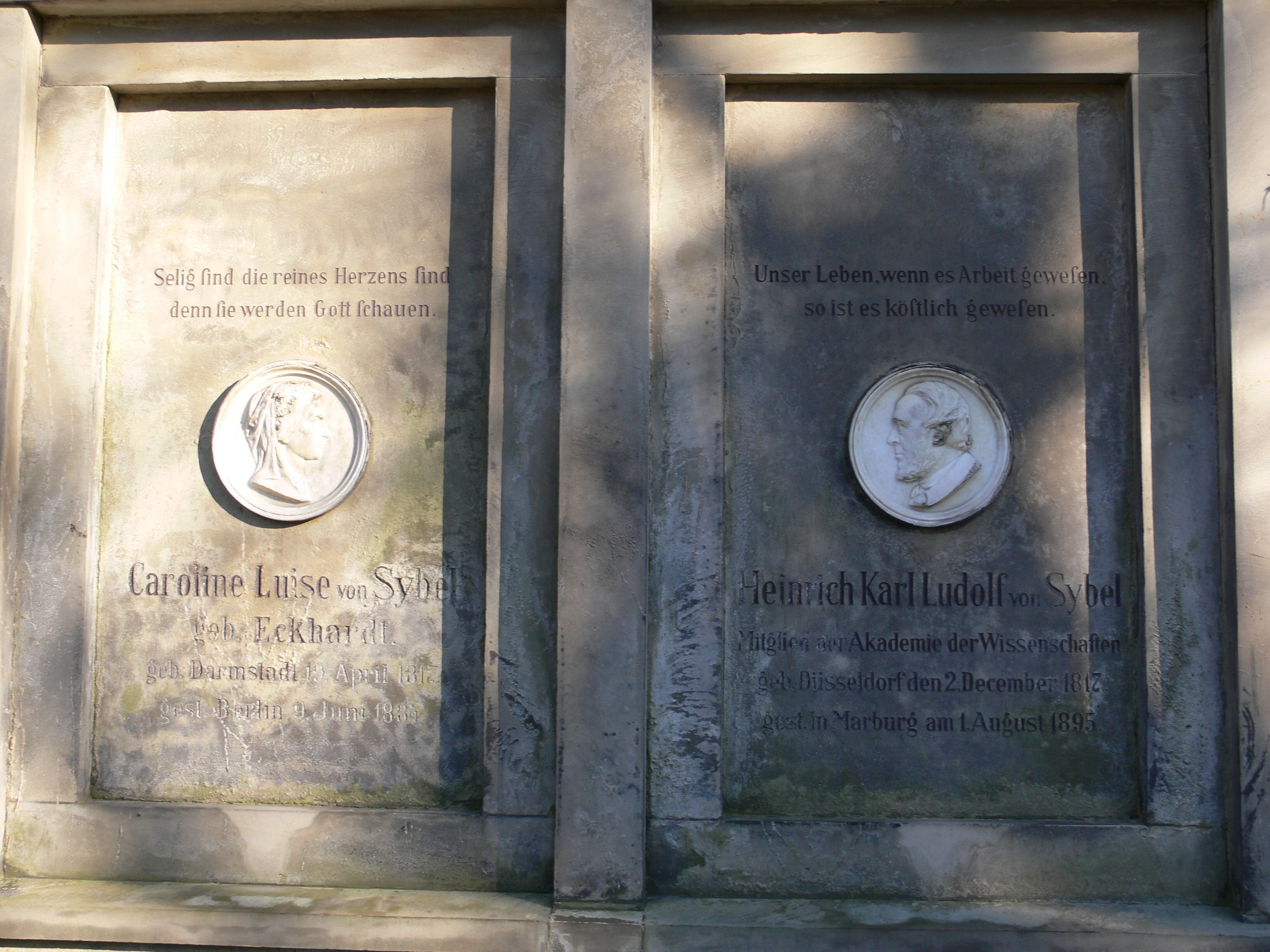
Grabstätte

1861 nahm Sybel einen Ruf an die Universität Bonn an und wurde gleichzeitig auswärtiges Mitglied der Bayerischen Akademie der Wissenschaften. 1867/68 amtierte er als Rektor der Universität. 1875 betraute man ihn mit der Leitung der preußischen Staatsarchive. Er war auch maßgeblich an der Gründung des Deutschen Historischen Instituts in Rom beteiligt. Außerdem betreute er jahrelang die Berichte der päpstlichen Nuntiatur. Die Académie royale des Sciences, des Lettres et des Beaux-Arts de Belgique (Classe des Lettres et des Sciences morales et politiques) nahm ihn 1869 als assoziiertes Mitglied auf. 1875 wählte ihn die Preußische Akademie der Wissenschaften zu ihrem ordentlichen Mitglied, nachdem er bereits am 31. Mai 1874 in den preußischen Orden pour le mérite für Wissenschaft und Künste aufgenommen worden war. 1890 wurde er auswärtiges Mitglied der Königlich Niederländischen Akademie der Wissenschaften.

### Lebensabend
Im Alter von 77 Jahren starb Heinrich von Sybel am 1. August 1895 im Haus seines Sohnes Ludwig in Marburg. Er wurde neben seiner Frau Caroline geb. Eckhardt (1817–1884) auf dem Alten St.-Matthäus-Kirchhof in Schöneberg bei Berlin beigesetzt, in einem Erbbegräbnis, das er selbst 1884 erworben hatte. Die Wirkung der Grabanlage – ein schlichtes, zweiachsiges Wandgrab von Baumeister Carl Mittag – wird bestimmt von zwei von Fritz Schaper geschaffenen Relieftondos, die Sybel und seine Gattin im Profil abbilden. Sybels Grabstätte war von 1952 bis 2013 als Berliner Ehrengrab gewidmet.

## Arbeit und Wirkung

### Wissenschaftliche Grundpositionen

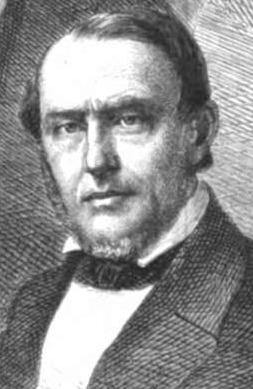
Heinrich von Sybel, 1862, Illustration von Hermann Scherenberg

Als Schüler Rankes begründete Sybel die moderne Geschichtswissenschaft. Die Schwerpunkte seiner Forschungen lagen in der Kaisergeschichte des Mittelalters und den damit verbundenen Quellenkunden, nicht zuletzt da dies zu Sybels Zeit im neu gegründeten deutschen Kaiserreich als Basis seiner Legitimation angesehen wurde. Sybel ist ein Paradebeispiel dafür, dass Objektivität in der Geschichtsschreibung keineswegs im Sinne politischer Neutralität verstanden werden darf, was übrigens auch für Ranke zutrifft. Bei Johann Gustav Droysen wird das geradezu abgelehnt.
Sybel sah es nicht unwesentlich als Aufgabe mittelalterlicher deutscher Geschichtsforschung, das neue deutsche Kaiserreich zu legitimieren. Er schrieb auch eine Geschichte der Reichsgründung, die gleichsam als Bestätigung der Frage nach der Legitimation des deutschen Kaisertums aufzufassen ist. Für ihn lag eine Aufgabe des Geschichtsstudiums in der erzieherischen Bedeutung des Berufes sowohl als Fachhistoriker als auch als Geschichtslehrer für den Staat und die Nation. Seine Geschichtsschreibung wurde von Kritikern als Borussianismus charakterisiert.

### Sybel-Ficker-Kontroverse
Diese Auffassung zeigte sich auch und insbesondere in einer weithin beachteten Kontroverse Sybels mit dem Innsbrucker Historiker Julius Ficker, sogenannte Sybel-Ficker-Kontroverse von 1859 bis 1861. Sybel behauptete, dass die Italien- und Kaiserpolitik der deutschen Herrscher des Mittelalters als verhängnisvoll bewertet werden müsse, da sie die Entstehung eines deutschen Nationalstaats verhindert habe. Ficker wies diese Auffassung mit der Argumentation zurück, dass man das Mittelalter nicht aus der Sicht der Gegenwart richten dürfe und der Nationalstaat keineswegs das einzig wünschenswerte Ziel der Geschichte sei. Auch wenn Sybels Meinung noch 1927 durch Georg von Below unterstützt wurde, setzte sich auf lange Sicht Fickers Einschätzung durch.

### Kontroverse mit Ernst Hermann
Seit 1861 führte er auch eine Kontroverse mit Ernst Herrmann über den Ursprung der europäischen Koalition gegen das revolutionäre Frankreich am Ende des 18. Jahrhunderts.

### Bedeutung
Es ist nicht verwunderlich, dass kaum eines von Sybels Werken überdauert hat. Seine Bedeutung in der Geschichtswissenschaft lag eher in der Rolle eines Wissenschaftsorganisators als in der eines Fachhistorikers. Einer seiner wichtigen Beiträge als Organisator war die parallele Strukturierung der Ausbildung von Fachhistorikern und Geschichtslehrern im Zuge der Professionalisierung und Institutionalisierung der Geschichtsausbildung an den Universitäten, die mit dem Aufbau einer Seminarstruktur einherging.
Ein historisches Seminar unterscheidet sich von einer historischen Übungsgesellschaft, wie sie bis weit in die zweite Hälfte des 19. Jahrhunderts an den Universitäten gebräuchlich war, dadurch, dass es nicht nur Übungen abhält, sondern auch eine institutionell an das Seminar gebundene Bibliothek besitzt, die wiederum über einen Etat verfügt.
Einer von Sybels wichtigsten Schülern war Friedrich Philippi.

## Politische Einstellungen
Sybel nahm in der in der zweiten Hälfte des 19. Jahrhunderts geführten Debatte um die Immatrikulation von Frauen an Universitäten gegen das Frauenstudium Stellung. So erklärte er etwa, „[d]as Gebiet der Frau ist das scheinbar enge und einförmige des inneren häuslichen Lebens; die Domäne des Mannes ist die Welt da draußen, die Wissenschaft, die Rechtsordnung, der Staat.“

## Ehrungen
Die Sybelstraße im Berliner Bezirk Charlottenburg-Wilmersdorf trägt den Namen von Heinrich von Sybel.

## Schriften (Auswahl)
- Geschichte des ersten Kreuzzugs, Schreiner, Düsseldorf 1841 (Volltext), (Digitalisat).
- Der heilige Rock zu Trier und die zwanzig andern heiligen ungenähten Röcke. Eine historische Untersuchung (mit Johann Gildemeister). Buddeus, Düsseldorf 1844/45.
- Geschichte der Revolutionszeit von 1789–1795, 5 Bände, Düsseldorf 1853–1879.
  - Erster Band
  - Vierter Band
  - Fünfter Band
- Die deutsche Nation und das Kaiserreich. Eine historisch politische Abhandlung. Buddeus, Düsseldorf 1862 (Google Books).
- Kleine Historische Schriften, 3 Bde., München 1869–1880.
- Vorträge und Aufsätze, Berlin 1874.
- Die Begründung des Deutschen Reiches durch Wilhelm I. vornehmlich nach den preußischen Staatsacten. 7 Bände, München 1889–1894.
- Vorträge und Abhandlungen, hrsg. v. Conrad Varrentrapp, München 1897.